# Anaphalis
Anaphalis es un género de fanerógamas perteneciente a la familia Asteraceae; sus miembros son conocidos como "perlas nacaradas". Hay 110 especies dentro del género con la mayoría nativa del centro y sur de Asia. Hay una especie nativa de Norteamérica conocida y popular en los cultivos, llamada Anaphalis margaritacea. Comprende 195 especies descritas y de estas solo 109 aceptadas.
Su nombre probablemente deriva de la costumbre de secar sus flores y ramas para la decoración en los meses de invierno. Los nativos americanos ya utilizaban esta planta para fines medicinales.
Dos de las especies, Anaphalis javanica y Anaphalis longifolia se encuentran en las montañas de la isla de Java en Indonesia.  

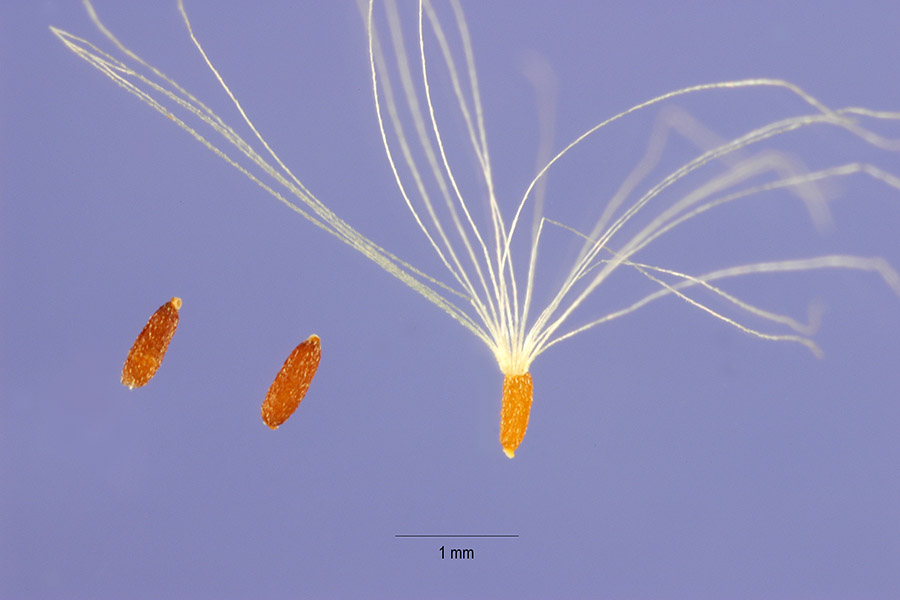

## Taxonomía
El género fue descrito por Nicholas Edward Brown y publicado en Journal of Botany, British and Foreign 66: 141. 1928. La especie tipo es: Dicrocaulon pearsonii N.E. Br. 
Etimología
Anaphalis: nombre genérico que daban en la antigua Grecia a dicha planta.

## Especies
Incluidos sinónimo:
- Anaphalis acutifolia
- Anaphalis adnata
- Anaphalis alpicola
- Anaphalis araneosa
- Anaphalis arfakensis
- Anaphalis aristata
- Anaphalis aureopunctata
- Anaphalis barnesii
- Anaphalis batangensis
- Anaphalis beddomei
- Anaphalis bicolor
- Anaphalis boissieri
- Anaphalis brevifolia
- Anaphalis bulleyana
- Anaphalis busua
- Anaphalis candollei
- Anaphalis cavei
- Anaphalis chilensis
- Anaphalis chlamydophylla
- Anaphalis chungtienensis
- Anaphalis cinerascens
- Anaphalis contorta
- Anaphalis contortiformis
- Anaphalis cooperi
- Anaphalis corymbifera
- Anaphalis cuneifolia
- Anaphalis cutchica
- Anaphalis darvasica
- Anaphalis delavayi
- Anaphalis depauperata
- Anaphalis deserti
- Anaphalis desertii
- Anaphalis elegans
- Anaphalis flaccida
- Anaphalis flavescens
- Anaphalis fruticosa
- Anaphalis garanica
- Anaphalis gracilis
- Anaphalis griffithii
- Anaphalis hancockii
- Anaphalis hellwigii
- Anaphalis himachalensis
- Anaphalis hondae
- Anaphalis hookeri
- Anaphalis horaimontana
- Anaphalis hymenolepis
- Anaphalis javanica
- Anaphalis kashmiriana
- Anaphalis kokonorica
- Anaphalis lactea
- Anaphalis larium
- Anaphalis latialata
- Anaphalis latifolia
- Anaphalis lawii
- Anaphalis leptophylla
- Anaphalis likiangensis
- Anaphalis longifolia
- Anaphalis marcescens
- Anaphalis margaritacea - Perpetuas de Virginia[5]
- Anaphalis margaritaceae
- Anaphalis maxima
- Anaphalis meeboldii
- Anaphalis morrisonicola
- Anaphalis mucronata
- Anaphalis muliensis
- Anaphalis nagasawai
- Anaphalis neelgerryana
- Anaphalis nepalensis
- Anaphalis notoniana
- Anaphalis nubigena
- Anaphalis oxyphylla
- Anaphalis pachylaena
- Anaphalis pannosa
- Anaphalis patentifolia
- Anaphalis pedicellatum
- Anaphalis pelliculata
- Anaphalis plicata
- Anaphalis porphyrolepis
- Anaphalis pseudocinnamomea
- Anaphalis racemifera
- Anaphalis rhododactyla
- Anaphalis roseoalba
- Anaphalis royleana
- Anaphalis sarawschanica
- Anaphalis saxatilis
- Anaphalis scopulosa
- Anaphalis sinica
- Anaphalis souliei
- Anaphalis spodiophylla
- Anaphalis staintonii
- Anaphalis stenocephala
- Anaphalis subdecurrens
- Anaphalis subtilis
- Anaphalis subumbellata
- Anaphalis suffruticosa
- Anaphalis sulphurea
- Anaphalis surculosa
- Anaphalis szechuanensis
- Anaphalis tenuicaulis
- Anaphalis tenuisissima
- Anaphalis thwaitesii
- Anaphalis tibetica
- Anaphalis transnokoensis
- Anaphalis travancorica
- Anaphalis triplinervis
- Anaphalis velutina
- Anaphalis wightiana
- Anaphalis virens
- Anaphalis virgata
- Anaphalis viridis
- Anaphalis viscida
- Anaphalis xylorhiza
- Anaphalis yangii
- Anaphalis yunnanensis
- Anaphalis zeylanica